# Pomacs
Els pomacs (búlgar Помаци, grec Πομάκοι, turc Pomaklar) són un grup nadiu de població eslava musulmana a algunes parts de Bulgària, Turquia, Grècia, Macedònia del Nord, Albània i Kosovo. Parlen búlgar com la seva llengua nativa. i alguns són fluids en turc, albanès i grec com a segona llengua. L'origen dels pomacs és objecte de discussió. però es consideren avui normalment descendents de búlgars natius que es convertiren a l'islam durant el govern de l'Imperi Otomà als Balcans. Membres del grup avui declaren una varietat d'identitats ètniques: búlgar,., pomac,., de nacionalitat musulmana, turca, albanesa i altres.
L'etimologia del nom més habitual és que deriva de pomoći (ajudar) i voldria auxiliar (dels otomans) que en turc es deia pomogači, però no és prou satisfactòria. Una altra teoria diu que ve del búlgar mak (gir violènt) per haver estat islamitzats per la força, però és encara més inversemblant. Una altra possibilitat és que derivi del turc Poturnjak (turquitzat), que vulgui dir porra o garrot (turc Čamak), o "venedor ambulant" (que es diu pomac en uigur i s'utilitza a Rússia del sud).

## Població

### Bulgària
Els Pomaks a Bulgària s'esmenten com a musulmans búlgars (българи-мюсюлмани blgari-myusyulmani), i localment utilitzat noms com Ahryani (agrians), Torbeshi, etc. Principalment habiten les muntanyes Ròdope a la Província de Smolian, la Província de Kardzhali, la Província de Pàzardjik i la Província de Blagòevgrad. Hi ha Pomaks també en altres parts de Bulgària. Hi ha uns quants pobles pomac a la Província de Burgàs, la Província de Lovetx, la Província de Veliko Tarnovo i la Província de Ruse. Segons el cens de 2001 hi ha 131.531 búlgars musulmans a Bulgària.
Durant el segle XX els pomacs de Bulgària (de fet tots els musulmans, incloent els turcs) foren subjectes a tres campanyes d'assimilació amb suport de l'estat: el 1912, 1942-1944 i els anys 1960 i 1970 (especialment violenta des de 1979 amb el seu zenit al febrer i març del 1985, però més aviat contra els turcs, ja que els pomacs havien patit el procés a la part inicial) que incloïen el canvi dels seus noms turcs àrabs a ètnics búlgars i en les primeres campanyes de conversions de l'Islam a l'Ortodòxia Oriental. Les primeres dues campanyes s'abandonaven després d'uns quants anys, mentre que la tercera es va aturar el 1989. Aquesta campanya va incloure no sols el canvi del nom de les persones, sinó dels parents morts amb el canvi als registres civils i a les làpides funeràries dels cementiris. Les campanyes es feien amb la justificació que els pomacs com ancestrals búlgars que havia estat convertit en Islam per força necessitaven ser retornats altra vegada al camp nacional búlgar. Aquests intents eren acollits amb resistència per molts pomacs. En revenja els pomacs es van decantar cap a considerar-se turcs i es proclamaven descendents dels petxenegs. A les muntanyes Ròdope se'ls anomena també akhrjani o agarjani; al sud-oest de Bulgària i sud-est de Macedònia del Nord se'ls anomena čitaks però aquesta denominació de fet correspondria a ètnics turcs.

### Turquia
Avui dia hi ha pomacs a Turquia, principalment a Tràcia oriental i alguns a Anatòlia, on se'ls anomena en turc Pomaklar i en la seva llengua s'anomenen Pomakça. Hi ha 324.000 pomacs a Turquia.

### Grècia
Els actuals pomacs de Grècia (Πομάκοι) habiten les prefectures de Xanthi, Ròodope i Hebros. S'estima que són uns 30 o 35.000  Arxivat 2016-03-04 a Wayback Machine.. Fins a la Guerra Grecoturca de 1919-1922 i l'Intercanvi de poblacions entre Grècia i Turquia (1923) el 1923, els pomacs habitaven una part de les regions de Moglena, Almopia (Karadjova), Kastoria i algunes altres parts de la Macedònia grega. El turista alemany Adolf Struck el 1898 descriu Konstantia (a Moglena) com un poble gran amb 300 cases i dos barris, habitats exclusivament per pomacs. Els pomacs de Tràcia van quedar exclosos de l'intercanvi juntament amb els turcs musulmans i els gitanos; el Tractat de Lausana (1923) no feia cap menció de la seva llengua sinó que declarava que les seves llengües d'educació haurien de ser la turca i la grega. Alguns Pomacs encara transmeten el seu dialecte natiu (anomenat pomatsko a Grècia) als seus fills però la majoria ho ha abandonat i les noves generacions ja no parlen més que turc i grec; han adoptat turc com a primera llengua i grec com a segona llengua.

### Macedònia del Nord
Els musulmans macedonis, o torbeš, també són ocasionalment considerats com a pomacs, especialment en el context històric. Són un grup religiós minoritari a Macedònia del Nord, encara que no tots defensa una identitat nacional eslavo-macedònia i són lingüísticament diferents dels grups ètnics musulmans més grans a Macedònia del Nord, albanesos i turcs. Els torbeš (plural torbeši, alternatius poturi o kurki) de fet parlen serbi i no búlgar i si a vegades (fins als inicis del segle XX) se'ls anomena pomacs és per influència de l'escola i literatura búlgara.

### Albània
Uns musulmans que a vegades són esmentats com a "pomacs", viuen a la regió albanesa de Golo Brdo, i parlen eslau. Tanmateix també se'ls considera com a torbeš. Parlen el dialecte de Drimkol-Golo Brdo del llenguatge macedoni/búlgar. Partd'aquesta gent encara autoidentifica com búlgars.

### Kosovo
Ocasionalment també s'ha considerat pomacs als gorani, més aviat en el context històric. Són gent que habita la regió de Gora, situada entre Albània, Kosovo i Macedònia del Nord. L'opinió més general és que s'haurien de tractar com a grup minoritari separat. Part d'aquesta gent ja estan albanitzats. Als últims censos del final del segle XX a Iugoslàvia s'han declarat musulmans de nacionalitat.

## Història
Els pomacs van començar a esdevenir musulmans de manera gradual, durant l'ocupació otomana començant de fet després de la batalla del Maritza (1371) i la caiguda de Tirnovo (1392) quan alguns búlgars i serbis (sobretot nobles) i els bogomilites van acceptar l'islam. El procés va continuar (al segle xv i fins al final del segle xviii). És notable que el monjo Pachomios Roussanos (1508-1553), que visitava l'àrea de muntanyes de Xanthi, esmentés que al voltant de 1550, només 6 o 9 pobles s'havien convertit en Islam. Altres documents mostren que l'islam no solament s'havia estès per l'àrea en aquella època, sinó que els pomacs havien participat fins i tot en operacions militars otomanes voluntàriament com és el cas amb el poble de Shahin (Echinos).

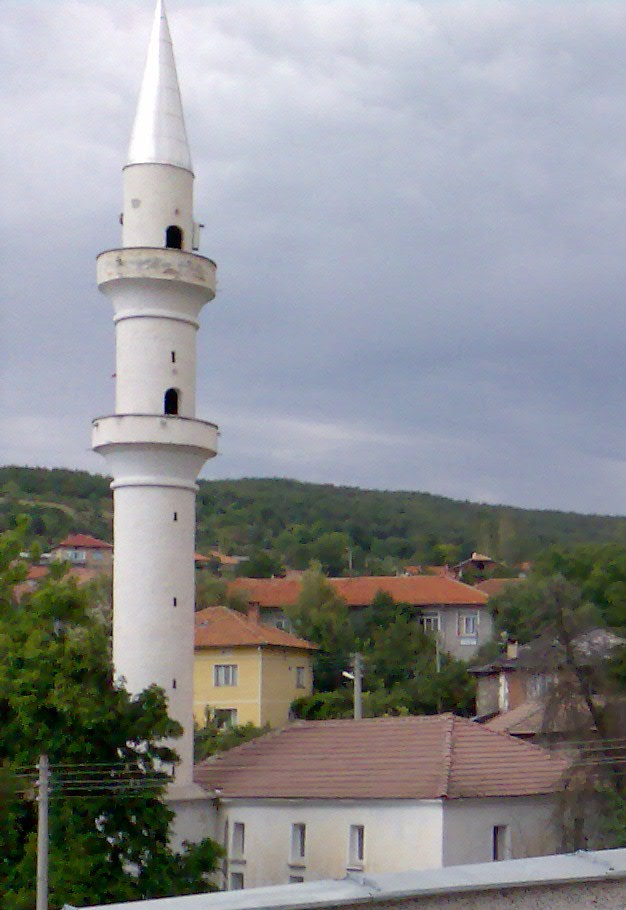
Mesquita de Tuhovishta.

La massiva conversió a l'islam a les muntanyes Ròdope centrals s'hauria produït entre els segles xvi i xvii. Segons els Codis de Bishopy de Philippoupolis i l'historiador txec i eslavista Konstantin Josef Jireek a mitjan segle xvii, els caps locals núlgars acceptaren convertir-se massivament en musulmans per sobreviure; van visitar l'administrador local otomà per anunciar la seva decisió, però aquest els va enviar al bisbe grec de Philippoupolis, Gabriel (1636-1672); el bisbe no els va poder fer canviar d'opinió, perquè estaven decidits a cooperar amb els otomans contra búlgars cristians d'altres províncies que els havien provocat molts problemes anteriorment. Segons la tradició verbal dels grecs de Philippoupolis, una gran cerimònia de massiva circumcisió va tenir lloc davant de la mesquita vella de la ciutat, prop de la casa de govern; després d'això els vilatans es tornaren musulmans. Segons la tradició verbal dels bulgars, el gran visir Köprülü Mehmed Pasha (1656-1661) va amenaçar els búlgars de la vall del Chepino (a les muntanyes Ròdope nord-occidentals) que els executaria si no es convertien a l'islam. El 1656, les tropes militars otomanes entraren a la vall de Chepino i arrestaren els caps locals, per transferir-los a l'administrador otomà local. Allà foren forçats a convertir-se. El gran visir Mehmed Köprülü, després d'aquesta massiva islamizatió, va destruir 218 esglésies i 336 capelles a l'àrea dels pomacs. Les ruïnes d'aquella destrucció romanen encara avui dia en molts llocs. Aquell fet està gravat en les memòries de les comunitats pomacs. Molts Pomaks preferien morir en comptes d'esdevenir musulmans conversos i solien saltar per un precipici. Els prcipicis de sacrifici pomac s'esmenten a moltes ciutats i pobles pomacs, com Gulem Kamen a Glafki, Momtsi Kamen a Oraio, Tserven Kamen a Mandaena Xanthi, Cim de Marina a Aeora Xanthi, Roca Neviasta a Smoljan, Momin Kamen a Zlatograd, a Pachni, a Kotani i a Shiroka Laka. Però segons investigacions recents, la teoria de la conversió forçada a l'islam, a la qual donaren suport alguns científics búlgars durant l'era de comunisme, no té arguments sòlids i en canvi hi ha altres evidèncias que diuen que l'estat mai va adoptar mesures per forçar les conversions que foren espontànies excepte en casos puntuals, que algunes conversions conegudes foren fingides i que alguns relats foren malinterpretats.
A la meitat del segle xix els musulmans búlgars i serbis vivien sobretot a les muntanyès Ròdope, i a les muntanyes de Macedònia oriental, però s'estenien també per tota la Macedònia i a l'oest fins a la frontera albanesa i Prizren, a l'est cap a l'Arda pel Vardar al nord fins a Plovdiv i al dus fins a Salònica. Durant la Guerra Russoturca (1877-1878), els pomacs a la vall de Vača es rebel·laren contra el nou principat de Bulgària i establiren un estat conegut com República de Tămrăš. El 1885 fou ocupada pels otomans i el 1886 el territori fou annexionat a l'Imperi Otomà d'acord amb el govern de Rumèlia Oriental el que fou el final de l'estat pomac. Durant la guerra i sobretot al setge de Plevna, molts pomacs van emigrar dels seus assentaments al nord dels Balcans, però hi van retornar el 1880, però van acabar emigrant a Turquia en els següents anys. Després de l'annexió de Rumèlia Oriental a Bulgària els pomacs de les muntanyes Ròdope van acabar emigrant també en part a Turquia. En aquest temps es calcula que a Bulgària hi havia 28.000 pomacs que eren només 21.143 el 1910. Però Bulgària va adquirir territoris en les guerres dels Balcans i la població augmentaria.

### Principis de Segle XX
Ali Zeir Chavouz de Drama, era un dels lluitadors pomacs principals i va prendre part en moltes batalles contra búlgars i otomans. Després de la Segona Guerra del Balcans, els pomacs es van rebel·lar contra Bulgària (que ocupava Tràcia Occidental). El 16 d'agost de 1913, va començar la revolució a Kosukavak (moderna Krumovgrad), Mastanli (moderna Momchilgrad) i Kardzhali. Els rebels també van ocupar Komotini, Xanthi i Dedeagats (moderna Alexandroupoli). L'1 de setembre de 1913, el govern provisional de Tràcia Occidental (Garbi Trakya Hukumet i Muvakkatesi) es va establir a Komotini. L'administració otomana no va donar suport als rebels i finalment, amb la neutralitat de governs grecs i otomà, Bulgària ocupava el territori el 30 d'octubre de 1913. Es van produir conversions forçades de musulmans (que després van tornar a l'islam). Els rebels (tot i que eren musulmans) demanaren suport a l'estat grec. És notable que posessin un comandant grec a Alexandrúpoli. El 1918, vuit parlamentaris pomacs a Sofia van cridar a Grècia a França a protegir la seva minoria ètnica i religiosa de les polítiques búlgares. Els pomacs de Búlgaria el 1920, mercès als que vivien a les regions adquirides dels rius Arda, Mesta i Struma, era de 88.399 (quasi un 2% del total de la població). El 1929 la població havia augmentat lleugerament a 91.337 (el 1926 el cens havia donat 102.351; el mateix 1929 el nombre total de musulmans de qualsevol llengua a Bulgària era de 789.296). Al mateix temps, el nombre d'eslaus islamitzats a Macedònia era de 144.051, i per als de Sèrbia (incloent l'avui República de Macedònia del Nord) no hi ha estadístiques, però es calculen uns 100.000 el 1935 (però les estimacions variaven per tota Iugoslàvia entre 60.000 i 900.000). A Tràcia oriental eren 75.337 (1929) per una forta emigració, ja que el 1920 només eren 11.739.

### Segona Guerra Mundial
Durant la II Guerra Mundial, Bulgària va adquirir Macedònia i Tràcia i això va permetre reunir gairebé tots els pomacs en els límits d'un sol estat. En aquest temps els afectava la misèria i la discriminació; del 1942 al 1944 van patir una campanya de bulgarització especialment per la lleu de 8 de juliol de 1942 que obligava a adoptar noms búlgars (60.000 ho van haver de fer). Alguns pomacs van participar en la resistència búlgara des de 1944. El patriarca grec Kiril que va visitar Tràcia occidental el 1943 assenyala que els pomacs parlaven només buúlgar, que no coneixien el turc, i que eren molt desconfiats amb els estrangers; no practicaven la poligàmia, no es divorciaven i les dones no portaven vel, però alguns pobles patien un procés de turquificació.

### Guerra Freda
Després de la II Guerra Mundial, els pomacs van quedar dividits un altre cop entre Iugoslàvia, Grècia i Bulgària. Els de Iugoslàvia van rebre la nacionalitat macedònia i van passar a ser simplement eslaus macedonis de religió musulmana i no hi ha gairebé informació sobre ells.
Els pomacs de Bulgària, per la seva banda, van enviar representants als tractats de Pau de París de 1947; bona part dels pomacs de Bulgària van fer una petició d'unió amb Grècia. El director d'una emissora de ràdio a Washington DC Albert Verner, va introduir l'assumpte així "Un altre afer d'una minoria s'ha posat a primera plana avui a Washington per part dels pomacs, que són una tribu grega antiga, esmentava abans de l'era d'Alexandre el Gran […] Els pomacs demanen al Consell de Seguretat de l'ONU al Departament d'Estat dels Estats Units un referèndum que els alliberi de Bulgària i gaudir de la llibertat com a pomacs a Grècia". La premsa escrivia, "Dissabte passat a l'Hotel Pensilvania, una conferència de premsa tenia lloc, per als representants de la premsa americana i grega, per Mr. Chamdi Choussein, antic diputat de Ròdope i Chaki Souleiman, representants dels pomacs de Tràcia; demanaven la unió amb Grècia". Aquestos esforçs dels pomacs van rebre el suport del govern grec que volia annexionar aquells territoris. L'intent va fallar a causa de l'oposició dels Estats Units, la Unió Soviètica i França.
No obstant, els pomacs de Grècia tampoc no van tenir gaire sort: una comunitat reduïda de 30.000 persones que va quedar tancada en una zona d'exclusió militar durant la Guerra Freda. Entre 1949 i 1995, els habitants d'aquesta zona no podien treure's el carnet de conduir ni tenir vehicles de motor, i tampoc podien sortir de la zona d'exclusió militar si no era amb un salvoconducte especial. L'entrada dels estrangers a la zona també estava prohibida. El 1995, el govern grec va derogar l'estricta legislació que regulava aquesta zona. Durant els anys de la Guerra Freda, les autoritats gregues van propiciar la turquificació dels pomacs, donat que Turquia era un aliat de l'OTAN i en canvi Bulgària era un país enemic que pertanyia al Bloc Soviètic. Després de la caiguda del bloc comunista, Grècia va canviar la seva atenció geo-estratègica cap a l'amenaça de Turquia i les autoritats gregues han seguit el camí contrari respecte als pomacs, tractant de separar els pomacs dels turcs qualificant els pomacs de grecs descendents dels agrians macedono-tracis que han adoptat la llengua búlgara i la religió musulmana.

## Altres teories dels orígens

### Origen genètic
Un DNA específic, HbO-Arab, que va aparèixer fa aproximadament dos mil anys sobre un rar haplotip és característic dels pomacs grec. La seva freqüència augmentava a conseqüència de la relació d'aquesta població només entre ells. Això indica que els pomacs grecs són una població aïllada amb contactes limitats amb els seus veïns. Segons alguns investigadors grecs, la línia d'arbre DNA dels pomacs grecs suggereix que descendeixen de tribus tràcies antigues.

### Altres teories
Segons diversos autors, els seus orígens precisos romanen desconeguts.

## Font addicional
- Article "pomáks" a l'Enciclopèdia de l'Islam, VIII, 330 a 334.